# Солнечный (Пермский край)
Солнечный — посёлок в Пермском крае России. Входит в Березниковский городской округ в рамках организации местного самоуправления и в Усольский район в рамках административно-территориального устройства края.

## История
В 2013 году Постановлением Правительства РФ посёлок Девятый Километр переименован в Солнечный.
С 2004 до 2018 года посёлок входил в Романовское сельское поселение Усольского муниципального района, с 2018 года включается в Романовский территориальный отдел Березниковского городского округа.

## Население
| 2010 | 2013 | 2014 |
| ---- | ---- | ---- |
| 6    | ↗7   | ↗9   |